# جائزة بريطانيا الكبرى 2012
جائزة بريطانيا الكبرى 2012 (بالإنجليزية: 2012 British Grand Prix)‏ هو سباق فورمولا 1 أقيم بتاريخ 8 يوليو 2012 في حلبة سلفرستون، إنجلترا. كان التاسع من أصل 20 في بطولة العالم لسباقات الفورمولا واحد موسم 2012. حلّ الأسترالي مارك ويبر أولا بينما جاء الإسباني فرناندو ألونسو في المركز الثاني وحصل على المركز الثالث الألماني سباستيان فيتل.